# Pteralopex
Pteralopex är ett släkte i familjen flyghundar med fem till sex arter. Arterna förekommer huvudsakligen på Salomonöarna.
Beroende på taxonomi skiljs mellan 5 och 6 arter:
- Pteralopex acrodonta listas ibland i ett eget släkte, Mirimiri. Den lever i bergstrakter på ön Taveuni och möjligen även på Vanua Levu. IUCN listar arten som akut hotad (CR).
- Pteralopex anceps observerades på öarna Bougainville (Papua Nya Guinea) och Choiseul (Salomonöarna). Kanske finns den även på ön Isabel. Den listas som starkt hotad (EN).
- Pteralopex atrata förekommer på öarna Guadacanal och New Georgia som tillhör Salomonöarna. Arten är likaså starkt hotad.
- Pteralopex flanneryi lever i låglandet på öarna Bougainville, Buka, Choiseul och Isabel (Papua Nya Guinea och Salomonöarna). Den listas som akut hotad.
- Pteralopex pulchra hittas i bergstrakter på ön Guadacanal. Arten är akut hotad.
- Pteralopex taki förekommer på öarna New Georgia och Vangunu (Salomonöarna). Den är starkt hotad.

## Beskrivning
Dessa flyghundar når en kroppslängd (huvud och bål) av 16 till 27,5 cm och de saknar svans. Vikten ligger mellan 240 och 505 gram. Främre extremiteternas längd som bestämmer arternas vingspann är 11 till 17 cm. Den ulliga pälsen är oftast brun men har hos vissa populationer en mera gul eller olivgrön färg. Arterna skiljer sig från släktet Pteropus främst i tändernas konstruktion.
Habitatet utgörs av tropiska regnskogar och fuktiga bergsskogar. För födosöket flyger de ibland till människans trädgårdar.
Individerna bildar vanligen par som vilar tillsammans i höga träd. Födan utgörs av fikon och andra frukter, nötter, gröna kokosnötter och pollen. Ungarna föds troligen mellan april och juni.